# Distrito de Rychnov nad Kněžnou
El distrito de Rychnov nad Kněžnou es uno de los cinco distritos que forman la región de Hradec Králové, República Checa, con una población estimada a principio del año 2018 de 78 979 habitantes. Se encuentra ubicado al norte del país, al noreste de Praga, cerca de la frontera con Polonia. Su capital es la ciudad de Rychnov nad Kněžnou.

## Localidades (población año 2018)
- Albrechtice nad Orlicí 993
- Bačetín 398
- Bartošovice v Orlických horách 208
- Bílý Újezd 674
- Bohdašín 211
- Bolehošť 551
- Borohrádek 2078
- Borovnice 390
- Bystré 259
- Byzhradec 217
- Častolovice 1684
- Čermná nad Orlicí 1018
- Černíkovice 768
- České Meziříčí 1902
- Čestice 592
- Chleny 210
- Chlístov 84
- Deštné v Orlických horách 570
- Dobřany 132
- Dobré 877
- Dobruška 6734
- Doudleby nad Orlicí 1818
- Hřibiny-Ledská 349
- Jahodov 107
- Janov 116
- Javornice 1029
- Kostelecké Horky 149
- Kostelec nad Orlicí 6197
- Kounov 245
- Králova Lhota 233
- Krchleby 87
- Kvasiny 1478
- Lhoty u Potštejna 322
- Libel 153
- Liberk 707
- Lično 659
- Lípa nad Orlicí 558
- Lukavice 622
- Lupenice 275
- Mokré150
- Nová Ves 185
- Očelice 232
- Ohnišov 507
- Olešnice 487
- Olešnice v Orlických horách 425
- Opočno 3107
- Orlické Záhoří 190
- Osečnice 278
- Pěčín 517
- Podbřezí 550
- Pohoří 702
- Polom 145
- Potštejn 955
- Přepychy624
- Proruby 48
- Říčky v Orlických horách 85
- Rohenice 290
- Rokytnice v Orlických horách 2043
- Rybná nad Zdobnicí421
- Rychnov nad Kněžnou 11 088
- Sedloňov 215
- Semechnice430
- Skuhrov nad Bělou 1104
- Slatina nad Zdobnicí 878
- Sněžné137
- Solnice 2194
- Svídnice 163
- Synkov-Slemeno 402
- Třebešov 278
- Trnov 752
- Tutleky 352
- Týniště nad Orlicí 6117
- Val 301
- Vamberk 4536
- Voděrady 705
- Vrbice 151
- Záměl 626
- Žďár nad Orlicí 512
- Zdelov 250
- Zdobnice 193